# Seventh Avenue (stacja metra na Brighton Line)
DeKalb Avenue – stacja metra nowojorskiego, na linii B i Q. Znajduje się w dzielnicy Brooklyn, w Nowym Jorku i zlokalizowana jest pomiędzy stacjami Atlantic Avenue i Prospect Park. Została otwarta 1 sierpnia 1920.